# 迪尔维尔海

处于东部南极洲的迪尔维尔海。

迪尔维尔海是南冰洋的一部分，北部是东部南极洲的阿黛利地的海岸。它是以法国探险家及海军少将——儒勒·迪蒙·迪维尔来命名的。
65°00′S 140°00′E / 65.000°S 140.000°E